# الغواصة الألمانية يو-376
غواصة يو-376 غواصة يو بوت ألمانية من الفئة السابعة سي بنيت لسلاح بحرية ألمانيا النازية كريغسمارينه، في أحواض أتش دي دبليو خلال الحرب العالمية الثانية.